# The Definitive Collection (álbum de DeBarge)
The Definitive Collection: DeBarge é uma compilação musical do grupo DeBarge lançada em 2008 pela Motown. O álbum é na verdade um relançamento da compilação de 1997 Ultimate Collection, contendo as mesmas faixas.

## Faixas
1. "Rhythm of the Night" (Dance Mix)
2. "Time Will Reveal"
3. "I Like It"
4. "You Wear It Well"
5. "Who's Holding Donna Now
6. "Stop! Don't Tease Me"
7. "Love Me In A Special Way"
8. "A Dream"
9. "Talk To Me"
10. "All This Love"
11. "Love Always"
12. "Who's Johnny"
13. "The Heart Is Not So Smart"
14. "Save The Best For Me (Best Of Your Lovin')"
15. "Dance All Night"
16. "Stay With Me"[1]